# جاي دي كانون
جاي دي كانون (بالإنجليزية: J. D. Cannon)‏ مواليد 24 أبريل 1922 في سالمون، الولايات المتحدة - الوفاة 20 مايو 2005 في هدسون، الولايات المتحدة، هو ممثل أمريكي بدأ مسيرته الفنية سنة 1960. من أعماله كول هاند لوك. امتدت مسيرته الفنية لأكثر من 31 عاما.

## روابط خارجية
- جاي دي كانون على موقع IMDb (الإنجليزية)
- جاي دي كانون على موقع أول موفي (الإنجليزية)
- جاي دي كانون على موقع قاعدة بيانات برودواي على الإنترنت (الإنجليزية)
- جاي دي كانون على موقع قاعدة بيانات الأفلام السويدية (السويدية)
- جاي دي كانون على موقع قاعدة بيانات الفيلم (الإنجليزية)